# 杜卡克
杜卡克（阿拉伯语：‎；？—924年），烏古斯克尼克部人，他是塞爾柱帝國奠基人，塞爾柱·貝格的父親。他曾在烏古斯葉護國擔任蘇巴什(總指揮)，他的綽號是帖木兒·雅里克，即鐵弓。

## 起源
關於杜卡克或其早期活動知之甚少，大多數細節尚不確定，並且來自後世的書面或口頭資料，特別是在丹丹納干戰役之後。但是，通常假定他和他的後代屬於烏古斯人的克尼克部落。他父親的名字叫Kerequchi。他可能是當地頗受歡迎的鐵匠，要么是帳篷製作大師。杜卡克的綽號“鐵弓”表明他不是普通士兵。箭和弓在游牧民族文化中被視為“主權的標誌”，他也許是烏古斯部落軍隊的總司令，或者是一位強大的政治家。他很可能在烏古斯葉護國擁有巨大的權力和影響力。

## 聯繫
波斯史詩《馬利克納馬》（國王書）提到一位名叫杜卡克的戰士，曾為可薩可汗服務。杜卡克可能是在可薩汗國災難性崩潰之前為可薩人服務的，然後與烏古斯葉護國結盟，在那裡他度過了餘生。
杜卡克雖然在葉護國是重要人物，但他與葉護關係不睦，因反對葉護攻擊其他烏古斯部落的政策，杜卡克的兒子塞爾柱克可能持有類似的觀點。這可能促使葉護國內的其他突厥人從烏古斯葉護分裂並搬到梅爾夫附近的河中新家園，愈來愈多烏古斯人加入，使他們能夠挑戰加茲尼王朝，從而開始迅速發展成為強大的帝國。
據認為，杜卡克死於924年。他的兒子塞爾柱，被任命為烏古斯軍隊的總司令。
961年，塞爾柱帶著山羊，綿羊和馬離開了葉護國，與他的克尼克和其他一些烏古斯部落一起前往河中。他和他的部落鬆散地接受伊斯蘭教，後來因為他們不是穆斯林而拒絕向葉護國繳稅之後，他們建立了自己的獨立貝立克（小國）。